# R. D. Musgrave
R. D. Musgrave auch Robert Donald Musgrave (* 8. März 1899 in Kalifornien, Vereinigte Staaten; † 28. Juli 1960 in Santa Cruz County, Kalifornien) war ein US-amerikanischer Filmtechniker, der bei der Oscarverleihung 1940 mit dem Oscar für technische Verdienste (Technical Achievement Award) ausgezeichnet wurde.

## Leben
Musgrave hatte 1939 als Filmtechniker der Selznick International Pictures Inc. bei der Produktion Vom Winde verweht (Gone with the Wind) mitgearbeitet. 1940 wurde er hierfür mit einem Oscar für technische Verdienste (Technical Achievement Award) ausgezeichnet, und zwar „für den bahnbrechenden Gebrauch von koordinierter Ausrüstung in der Produktion von Vom Winde verweht“ (‚For pioneering in the use of coordinated equipment in the production Gone with the Wind‘).

## Auszeichnungen
- 1940: Oscar für technische Verdienste (Academy Technical Achievement Award)